# Orontész
Az Orontész (görög betűkkel Ορόντης, arabul العاصي [al-ʿĀṣī], törökül Asi, asszírul Arantu) egy 450 km hosszú folyó a Közel-Keleten.

## Nevének eredete
A folyót az óasszírok nevezték Arantunak, ezt a nevet a hettiták is átvették még a legkorábbi időkben. Itt néha Aranzahu, a mítoszokban helyenként keveredik a Tigrissel. Az Arantu név egészen a görög korig használatban maradt, az Orontész név ennek közvetlen görögösítése.

## Leírása
Az 571 kilométer hosszan kanyargó Orontész folyó - melyet az arabok Nahr el-Ászinak neveznek - Libanonban, a Bekaa-völgy északi részén ered, a világhírű ókori város, Baalbek romjainak közelében. Hosszú szakaszon a Szír-Jordán-árok szabta mélyedésben halad, keresztülfolyik Szírián az Alavita-hegységtől keletre; az Alavita-hegység és az Amanusz között nyugatra fordul, és Törökország Hatay tartományában torkollik a Földközi-tengerbe.
A Közel-Kelet e sivatagos vidéke Földünk állandó csapadékhiánnyal küszködő területei közé tartozik. A Földközi-tenger keleti medencéje felől érkező, párával telt légtömegek terhüktől a parttal párhuzamosan futó, helyenként 3000 méter fölé nyúló hegyláncok nyugati lejtőjén szabadulnak meg. A kopár gerincek keleti oldalán szinte alig esik eső, e hegyláncok lábainál hömpölyög az éltető Orontész folyó is, melynek vizét a lakosság évezredek óta használja öntözésre. Vizének tekintélyes részét a környékbeli búza-, árpa- és gyapotföldeken öntözik el, de ez élteti a messzi földön híres szőlőültetvényeket is.

## A kádesi csata
A történelemkönyvekbe a kádesi csata révén vonult be a folyó, amelyet II. Ramszesz vívott II. Muvatallisz ellen i. e. 1274-ben az Orontész mentén. Az Orontész ezután jelentős határfolyóvá vált, a hettita és egyiptomi érdekszféra sokáig itt ért össze.

## Az Orontész a rómaiak idején
A folyó környékét sokáig szúnyogfelhőbe burkolózó mocsarak és lápok tagolták. A nagyszabású lecsapolási munkálatok már az ókorban elkezdődtek, így a térség egykor a Római Birodalom egyik fontos éléstára lett.
A rómaiak gazdálkodásuk növelésére számos újítást alkalmaztak birodalom szerte, így a Pompeius által i. e. 64-ben meghódított Szíria Provinciában, az Orontész völgyében is. Egykori ittlétük nyomait a máig fennmaradt kecses kőlábakon nyugvó vízvezetékek őrzik, melyek éltető vízzel látták el a parttól távolabb fekvő épületeket és a dúsan termő kerteket, szántóföldeket. A magasban futó vízvezetékekben a vizet vezető vájatokat nem egy helyen befedték, hogy megakadályozzák a párolgást, valamint a járatok elszennyeződését.
Az Orontész folyó szintje és a több méter magasban vezetett csatorna közötti magasságkülönbség leküzdésére építették egykor a praktikus, hatalmas vízkiemelő kerekeket.
A középkor folyamán az Arab-félszigetről érkező új arab hódítók is felismerték a rómaiak által itt hagyott, fából készült merítőkerekek fontosságát, sőt ők még az eddigieknél is nagyobbakat emeltek, de a szerkezetek működési elve ugyanaz maradt. Tőlük ered a noria kifejezés is, mivel ők nevezték naurahnak a vízmerítő kerekeket, ebből eredt aztán az európai nyelvek „nória” kifejezése.
Az Orontész folyó partján elterülő Hama városában például egykor harmincnál is több nória állt, melyekből még ma is 17 áll, ezek közül több is működött egymás mellett.